# Philodromus immaculatus
Philodromus immaculatus este o specie de păianjeni din genul Philodromus, familia Philodromidae, descrisă de Denis, 1955.
Este endemică în Niger. Conform Catalogue of Life specia Philodromus immaculatus nu are subspecii cunoscute.